# Yendestake
Yendestake, selo Chilkat Indijanaca, šire skupine Tlingit, koje se nalazi na ušću rijeke Chilkat u južnoj Aljaski. Kod raznih ranih autora navodi se pod raznim varijantama istog imena. Jendestáke (Krause, 1885); Tindestak (Wright, 1883), Yondestuk (Petroff, 1884), etc.
Godine 1880. imalo je 171 stanovnik. Prema Emmonsu, navodi Hodge, u njegovo je vrijeme bilo naseljeno samo tijekom ljeta.